# 依納爵·阿弗雷姆二世·卡里姆
依納爵‧阿弗雷姆二世·卡里姆（1965年5月3日—），安提约基亚和全东方叙利亚东正教会第123任（現任）宗主教。
1985年晉鐸、1996年1月28日升為美國東部都主教、3月2日就職。2014年3月21日，前任依納爵·扎卡一世·伊瓦斯在德國逝世後，於3月31日當選宗主教。